# Volkswagen Logus

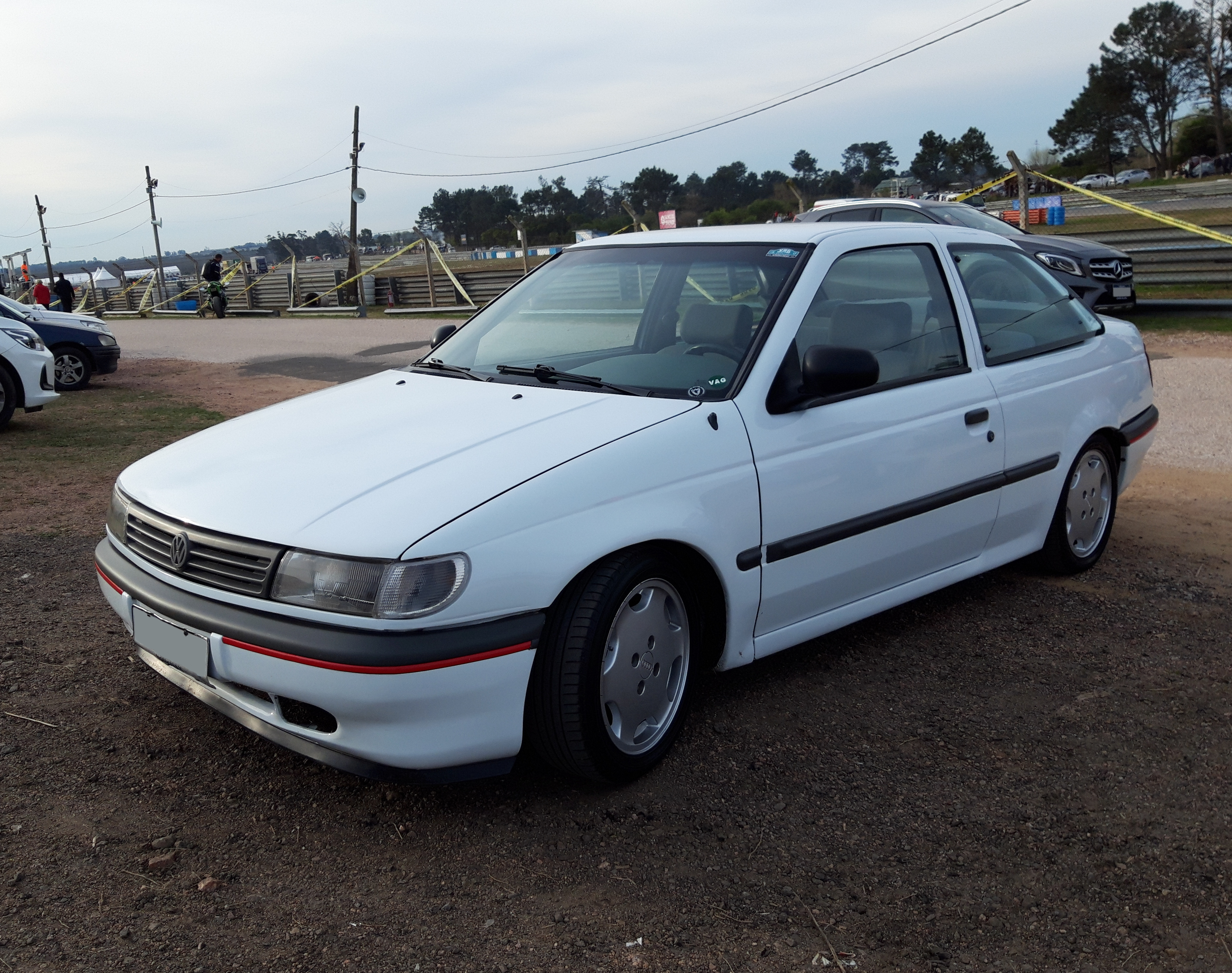
Volkswagen Logus

Logus var en bil tillverkad av Volkswagen från Brasilien mellan 1993 och 1997. Bilen var baserad på Ford Escorts Mk5-generationsplattform, från vilken den ärvde sin mekaniska bas och upphängning. Logus / Pointer-linjen var den sista frukten av Autolatina.

## Versioner
- CL/CLi*
- GL/GLi*
- GLS/GLSi*
- Wolfsburg Edition

(*) Fram till 1995 fanns det fortfarande versioner med förgasare. För differentiering identifierades versionerna med elektronisk injektion med bokstaven "i"